# Otgontenger

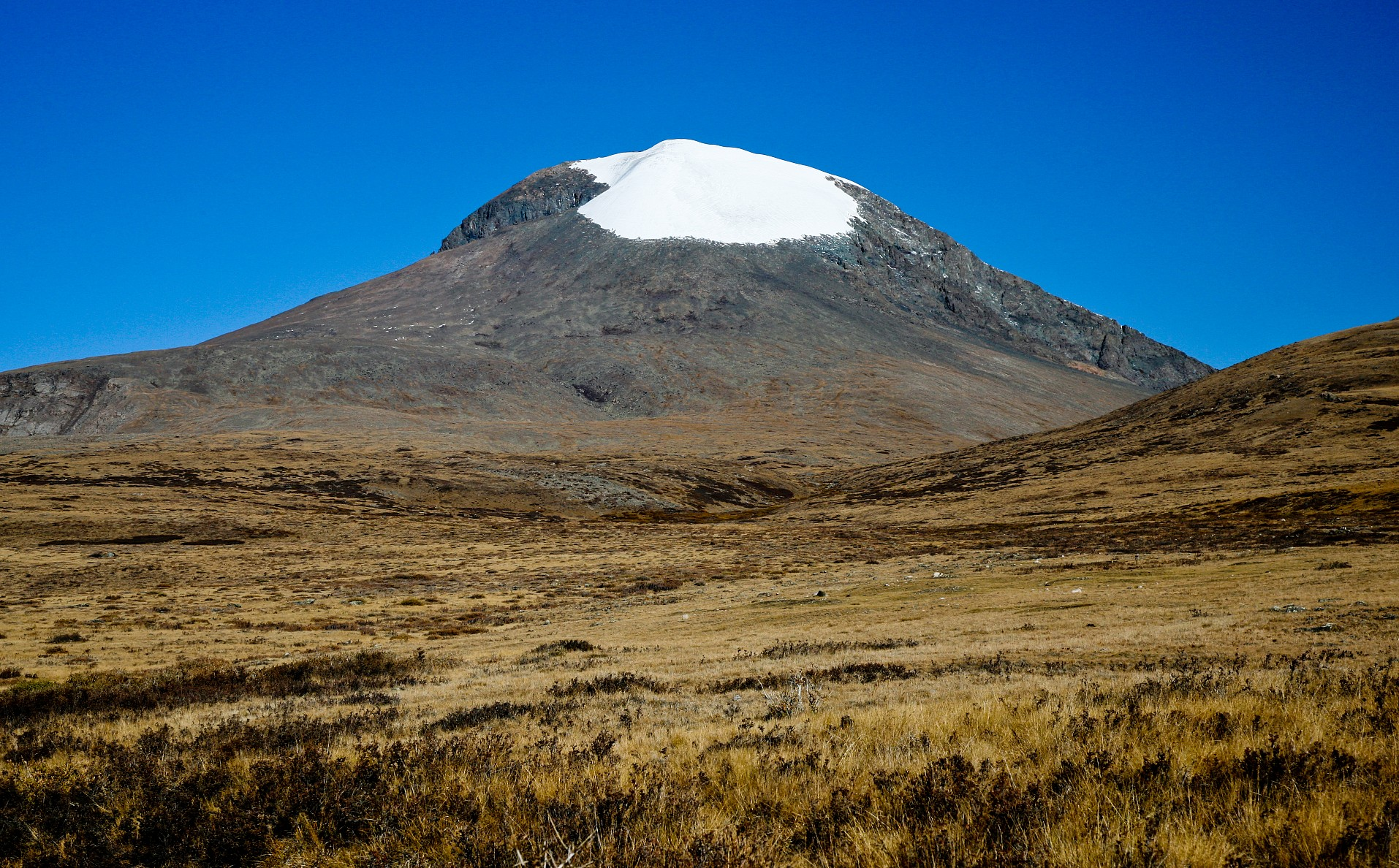
Otgontenger vào tháng 9 năm 2009

Otgontenger (tiếng Mông Cổ: Отгонтэнгэр, lit. tạm dịch "bầu trời non trẻ") là tên của một ngọn núi có đỉnh cao nhất trong dãy núi Khangai tại Mông Cổ. Về độ cao của ngọn núi này dựa trên các phương pháp đo đạc hiện đại là 4,008 (các phương pháp trước đây cho kết quả cao nhất là 4,021 m). Nó nằm ở tỉnh Zavkhan và ngọn núi duy nhất trong dãy Khangai có đỉnh bị băng và tuyết bao phủ.

## Vị trí địa lí
Núi Otgontenger nằm ở phía tây của dãy núi Khangai khoảng 50 km. Khoảng 14 km về phía tây của ngọn núi Chuch-Nuur (Blauer See).

## Chiều cao
Theo các tài liệu hiện tại về ngọn núi này thì độ của nó có một sự chênh lệch khá lớn giữa 3,905 m và 4,031 m. Sau đó vào tháng 9 năm 2009, một đoàn gồm các nhà thám hiểm đã thực hiện một cuộc khảo sát và xác định được chiều cao của ngọn núi này là 4,008 m bằng GPS.

## Thám hiểm
Vào năm 1955, một đoàn thám hiểm của Mông Cổ đã leo lên ngọn núi này. Từ năm 2003, các lệnh cấm đi vào khu băng tuyết bao phủ của ngọn núi này được ban ra nhưng nó lại bị phớt lờ, thậm chí bởi các chính trị gia Mông Cổ.

## Tai nạn
Năm 1963, một chiếc AN-24 của hãng hàng không Mông Cổ bị rơi trong điều kiện sương mù dày đặc khi đang thực hiện một chuyến bay nội địa từ Ulaanbaatar đến Uliastai trên sườn phía đông của Otgontenger. Tất cả hành khách bao gồm khoảng 40 người thiệt mạng. Thậm chí ngày nay (2009) bạn có thể tìm thấy tàn dư của chiếc máy bay trên núi.
Gần đây, vào tháng 10 năm 2017, có một đội gồm 27 thành viên leo lên ngọn núi này và chỉ có 10 người trở về. Sau đó, họ yêu cầu cử một đội cứu hộ đến vào một ngày sau. Đội cứu hộ bao gồm 250 người cùng một số trực thăng, và mất đến khoảng 4 ngày mới tìm được đủ 17 người nhưng tất cả họ đều đã thiệt mạng. Nguyên nhân là do chấn thương do rơi xuống núi và bị bỏng lạnh. Có một tranh cãi cho rằng một vài người trong số họ lúc rơi xuống vẫn còn sống và cố đưa ra tín hiệu cầu cứu bằng đèn pin.